# Operation Phalanx
Die Operation Phalanx war eine Serie von 19 US-amerikanischen Kernwaffentests, die 1982 und 1983 auf der Nevada Test Site in Nevada durchgeführt wurde.

## Die einzelnen Tests der Phalanx-Serie
| #  | Bombe                  | Datum / Zeit (GMT)           | Testgelände       | Testart | Sprengkraft   | Anmerkungen                                           |
| -- | ---------------------- | ---------------------------- | ----------------- | ------- | ------------- | ----------------------------------------------------- |
| 1  | Seyval                 | 12. November 1982 19:17 Uhr  | Area 3lm          | Schacht | <20 kT        |                                                       |
| 2  | Manteca                | 10. Dezember 1982 15:20 Uhr  | Area 4al          | Schacht | 20 bis 150 kT |                                                       |
| 3  | Coalora                | 11. Februar 1983 16:00 Uhr   | Area 3lo          | Schacht | <20 kT        |                                                       |
| 4  | Cheedam                | 17. Februar 1983 17:00 Uhr   | Area 2et          | Schacht | <20 kT        |                                                       |
| 5  | Cabra                  | 26. März 1983 20:20 Uhr      | Area 20aj         | Schacht | 20 bis 150 kT |                                                       |
| 6  | Turquoise              | 14. April 1983 19:05 Uhr     | Area 7bu          | Schacht | <150 kT       |                                                       |
| 7  | Armada                 | 22. April 1983 13:53 Uhr     | Area 9cs          | Schacht | <20 kT        |                                                       |
| 8  | Crowdie                | 5. Mai 1983 15:20 Uhr        | Area 2fe          | Schacht | <20 kT        |                                                       |
| 9  | Mini Jade              | 26. Mai 1983 14:30 Uhr       | Area 12n.12       | Tunnel  | <20 kT        |                                                       |
| 10 | Fahada                 | 26. Mai 1983 15:00 Uhr       | Area 7bh          | Schacht | <20 kT        |                                                       |
| 11 | Danablu                | 9. Juni 1983 17:10 Uhr       | Area 2eu          | Schacht | <20 kT        |                                                       |
| 12 | Laban                  | 3. August 1983 13:33 Uhr     | Area 2ff          | Schacht | <20 kT        |                                                       |
| 13 | Sabado                 | 11. August 1983 14:00 Uhr    | Area 3lc          | Schacht | <20 kT        |                                                       |
| 14 | Jarlsberg              | 27. August 1983 14:00 Uhr    | Area 10ca         | Schacht | <20 kT        |                                                       |
| 15 | Chancellor             | 1. September 1983 14:00 Uhr  | Area 19ad         | Schacht | 143 kT        |                                                       |
| 16 | Tomme/Midnight Zephyr  | 21. September 1983 15:00 Uhr | Area 12n.18       | Tunnel  | <20 kT        |                                                       |
| 17 | Branco Branco-Herkimer | 21. September 1983 16:25 Uhr | Area 2ew Area 2ew | Schacht | <20 kT <20 kT | Simultanzündung verschiedener Bomben in einem Schacht |
| 18 | Techado                | 22. September 1983 15:00 Uhr | Area 4o           | Schacht | <150 kT       |                                                       |
| 19 | Navata                 | 29. September 1983 15:00 Uhr | Area 3lb          | Schacht | <20 kT        |                                                       |